# 임슬옹
임슬옹(林瑟雍, 1987년 5월 11일 ~ )은 대한민국의 가수, 배우로 2AM의 멤버이다.

## 학력
- 서울연천초등학교 (졸업)
- 불광중학교 (졸업)
- 선정고등학교 (졸업)
- 대진대학교 연극영화학과 (학사)

## 음반

### 개인 음반
- 《NORMAL》 (2015년)
- 《Melatonin》 (2015년)
- 《뭔가 될 것 같은 날》 (with 윤현상) (2016년)
- 《이별을 배웠어》 (with 조이) (2016년)
- 《그 순간》 (2017년)
- 《너야》 (2017년)
- 《너의 바다》 (2017년)
- 《여자사람 친구》 (with Kei) (2020년)

### OST
- 《닥터 진 OST Part 3》 (with 창민) (2012년)
- 《호구의 사랑 OST Part 3》 (with 에스나) (2015년)
- 《썸남썸녀 OST Part 1》 (with 윤보미) (2015년)
- 《연애세포 시즌2 OST》 (2015년)
- 《미세스캅 2 OST Part 2》 (2016년)
- 《함부로 애틋하게 OST Part 2》 (with 키썸) (2016년)
- 《뮤지컬 마타하리 Part 1》 (2017년)
- 《한 번 다녀왔습니다 OST 》(2020년)

### 참여 음반
- 아이유 《잔소리》 - feat
- 《언프리티 랩스타 Track 2》 (with 지민)

## 활동 내역

### 드라마
- 《개인의 취향》 (MBC, 2010) - 김태훈 역
- 《도시락》 (MBC, 2010) - 수철 역
- 《웰컴투더쇼》 (SBS, 2011) - 슬옹 역
- 《천명: 조선판 도망자 이야기》 (KBS, 2013) - 이호 역
- 《호텔킹》 (MBC, 2014) - 선우현 역
- 《호구의 사랑》 (tvN, 2015) - 변강철 역
- 《연애세포 시즌 2》 (네이버 tvcast, 웹드라마 2015년) - 박태준 역
- 《미세스 캅 2》 (SBS, 2016) - 오승일 역
- 《펜트하우스 3》 (SBS, 2021) - 의사 역 (특별출연)
- 《플레이어 2 : 꾼들의 전쟁》 (tvN, 2024) - 신우영 역

### 영화
- 《이웃집 스타》 (2017) - 갓지훈 역
- 《무서운 이야기 3: 화성에서 온 소녀》 (2016) - 이생 역
- 《봄》 (2014) - 자전거 청년 역
- 《26년》 (2012) - 권정혁 역
- 《어쿠스틱》 (2010) - 지후 역

### 예능
- 《우리 결혼했어요》
- 《절친노트 3》
- 《미스터리 음악쇼 복면가왕》
- 《김제동의 톡투유 - 걱정 말아요! 그대》
- 《아는형님》(2020,2022)

### 뮤직비디오
- 마리오 정규 1집 《Time to Mario》 - 난 니꺼 M/V (2008.10)
- 2winS 미니 1집 《2wingS》 - 피가나 (Bleeding) M/V (2010.08)
- 임정희 - 러브 이즈 (Luv is) M/V (2013.08)

### CF
- 1995년 대우그룹

## 사건 및 논란

### 사건
임슬옹은 2020년 8월 1일 오후 11시 50분 서울 은평구 한 도로에서 SUV 차량을 운전하던 중 횡단보도에서 빨간 불에 건너던 50대를 들이받아 50대가 사망했다.
2021년 1월 18일 서울서부지법은 임슬옹에게 벌금 700만원의 약식명령을 내렸다.

## 수상 및 후보
| 연도 | 시상식                  | 부문                    | 작품                       | 결과 |
| ---- | ----------------------- | ----------------------- | -------------------------- | ---- |
| 2013 | 제2회 마리끌레르 영화제 | 루키상                  | 26년                       | 수상 |
| 2013 | 제49회 백상예술대상     | 영화부문 남자신인연기상 | 26년                       | 후보 |
| 2013 | 제34회 청룡영화상       | 신인남우상              | 26년                       | 후보 |
| 2013 | KBS 연기대상            | 남자 신인상             | 천명: 조선판 도망자 이야기 | 후보 |